# کریستین شرایر
کریستین شرایر (متولد ۴ فوریه ۱۹۵۹) بازیکن سابق فوتبال اهل آلمان است و هم‌اکنون مدیر باشگاه پادبورن می‌باشد. او در پست هافبک تهاجمی بازی می‌کرد و از مهمترین تیم‌های که در آنها بازی کرده می‌توان باشگاه بوخوم و باشگاه بایر ۰۴ لورکوزن را نام برد. این بازیکن یک گل برای تیم ملی آلمان غربی در سال ۱۹۸۴ به ثمر رساند. بزرگترین موفقیت‌های وی در سال ۱۹۸۸ به دست آمدند، هنگامی که او در جام یوفا قهرمان شد و پس از آن مدال برنز المپیک ۱۹۸۸ را به گردن آویخت.